# 石切山英詔
石切山 英詔（いしきりやま ひでのり、1月27日生まれ）は、デジタルクリエイター、ゲームクリエイター、プロデューサー、ディレクター、ITコンサルタント、プランナー、プログラマー、会社社長。
M.J.KOZOUのハンドルを使用している。
富士通パソコンシステムズ、デジキューブで数々のゲーム、ソフトウェアを企画制作。
テレビ東京ブロードバンド、ジグノシステムジャパン でwebサイト、携帯サイト、デジタルコンテンツ、webアプリ、スマホアプリ等を企画制作。
レイス の子会社であるMJ GARAGE Inc. の代表取締役として、キャラクター、芸能人、スポーツチーム等とコラボし、多数のアプリやスタンプ等をリリース。
モノゴコロでAI技術を活かしたコンテンツサービスを企画、制作。
繁盛親方(日本建築塗装職人の会 / 青木経営)で建築業界向けアプリケーションの企画、制作を始め、建築業界のIT化、DX化に取り組んでいる。

## 来歴
静岡県富士市出身。
静岡県立吉原工業高等学校 電子科、城西大学 理学部数学科卒業。
高校生時代に雑誌POPCOM創刊記念プログラムコンテストに「ベースボール」を応募し優勝、その後もいくつかの雑誌で賞を受賞。
大学在籍中にはビクター音楽産業主催の原宿音楽祭パソコンゲームコンテストに「日本縦断ウルトラクイズ」を応募し優勝、その後、同社より、プロ野球シミュレーションゲーム(PC)「やじうまペナントレース」（田渕幸一監修）をリリース。
1988年 富士通パソコンシステムズに就職。FM TOWNSのアプリケーションソフトウェア（F-BASIC386・TownsPAINT・TownsGEARなど）・オペレーティングシステムの開発の傍ら、数々のFM TOWNS用フリーウェアを発表。
これらのフリーウェアは、CDジャケットや演奏に同期しての歌詞表示等、当時では画期的だったCDプレーヤーや、音声合成版、音声認識版までリリースされたクイズゲーム等、FM TOWNSならではの機能が特徴であった。パソコン通信（ニフティサーブ）で配布されていたが、富士通が発売した「フリーウェアコレクション」に収録されたり、雑誌「Oh!FM TOWNS」の付録、さらには、FM TOWNS本体にバンドルされたりもした。
その後、パッケージソフトの制作/企画開発を行う。パネルクイズ アタック25 など実在するクイズ番組を次々とゲーム化した。また、アタック25や、アメリカ横断ウルトラクイズなど一部のゲームでは、石切山本人が自ら解答者などとしてゲーム中に登場している。1998年デジキューブに移籍、team-digiで精力的にタイトルをリリースする。
2003年 デジキューブ倒産前に退職し、テレビ東京ブロードバンドに移籍。
同社でジェネラルマネージャー として新規事業立ち上げを担当。
2006年 ジグノシステムジャパンに移籍、システムエンジニアリング部部長に着任(後に取締役執行役員)、ユナイテッドワールドミュージックの代表取締役社長を兼任。
2010年 「PROJECT M.J」ブランドでiPhoneアプリ「江頭2:50の オレが時計だ」 を発表、iTunesAppStore有料アプリ総合ランキング1位を獲得。
2012年 同ブランドでiPhoneアプリ「うまい棒をつくろう！」 を発表、iTunesAppStore無料アプリ総合ランキング1位を獲得、有料・無料で1位となる二冠達成。
2013年 レイスに移籍、同子会社としてMJ GARAGE Inc.を設立、代表取締役に着任。
同年発表したiPhoneアプリ「ジャマカム！ 〜江頭ジャマだカメラ〜」 が iTunesAppStore無料アプリ総合ランキング1位を獲得。
3作目のiTunesAppStore総合ランキング1位獲得。
2017年 MJ GARAGE Inc.の代表取締役を退任し、モノゴコロに移籍。同社でAI技術を活かしたコンテンツサービス開発を担当。
2020年 青木経営(日本建築塗装職人の会)に移籍。
2022年3月発売のクイズ総合誌「QUIZ JAPAN vol.14」に寄稿した「クイズ番組をゲーム化する際の権利許諾について」が掲載された。
2025年 カミナリ (お笑いコンビ)やアイドルグループ Travis JapanのYouTubeチャンネルでPlayStation2版のアタック25やアメリカ横断ウルトラクイズが取り上げられ話題になった。
また、同年7月にLOFT9 Shibuyaで行われたリアルイベント「カミナリの記録ライヴ 2025 夏 アタック25完全制覇へ！ ファンと一緒に「アタックチャ〜ンス！」」に登壇した。
※アメリカ横断ウルトラクイズのゲームについては、「アメリカ横断ウルトラクイズ (コンピュータゲーム)」を参照のこと。

## 手掛けた作品

### ビクター音楽産業
- やじうまペナントレース (PC-8801)
田淵幸一が監修を務めた。
- やじうまペナントレース 1990データ (PC-8801)
- やじうまペナントレース (MSX2)
- やじうまペナントレース 12球団篇 (PC-9801)
- やじうまペナントレース 12球団篇 1989データ (PC-9801)
- やじうまペナントレース 12球団篇 1990データ (PC-9801)
- やじうまペナントレース 1989 (X68000)
- やじうまペナントレース 1990データ (X68000)
- やじうまペナントレース (FM-V)
- やじうまペナントレース2 (PC-8801)

### フリーウェア 全てFM TOWNS用 (M.J.KOZOU名義で発表)
- SUPER CD PLAYER "WHIPS" ct.I,II,III,III+,IV
- SUPER CARD GAME "VIPS" ct.I,II,III
- SUPER QUIZ GAME "LIPS" ct.I,II,III,IV
- SUPER CALC GAME "CHIPS" ct.I

### 富士通パソコンシステムズ
- F-BASIC386 (FM TOWNS)
- TownsPAINT (FM TOWNS)
- TownsGEAR (FM TOWNS)
- アメリカ横断ウルトラクイズ (FM TOWNS)
後にFM TOWNSにバンドルされた。
- アメリカ横断ウルトラクイズ (Windows/Macintosh)
- アメリカ横断ウルトラクイズ ct.II 福澤アナ編 (Windows/Macintosh)
- アメリカ横断ウルトラクイズ 95Special (Windows)
- クイズスクリーンセーバー アメリカ横断ウルトラクイズ (Windows)
- アメリカ横断ウルトラクイズ (SEGASATURN) ※販売元 : ビクターエンタテインメント
- アメリカ横断ウルトラクイズ (PlayStation) ※販売元 : ビクターエンタテインメント
- 全国高等学校クイズ選手権 (Windows/Macintosh)
- パネルクイズ アタック25 (Windows)
- パネルクイズ アタック25 (Macintosh)
- パネルクイズ アタック25 (PlayStation)
- 100万円クイズハンター (Windows/Macintosh)
- のりピーのともだち100人できるかな? (Windows/Macintosh)
酒井法子が描いたキャラクター"のりピー"がナビゲーターとして登場。
- のりぴーの数字の星の大冒険 (Windows/Macintosh)
- あだむ君の大冒険 九九島の巻 (Windows/Macintosh)
- Panicook/パニクック (Windows/Macintosh)
大澄賢也がガイド役として登場、浜内千波が監修を務めている。
- ViViDe-VaViDe/ビビデバビデ (Windows/Macintosh)
- ウェルネス・ヨーガ (Windows/Macintosh)
- CAR SCREEN SAVER "BMW" (Windows)
- CAR SCREEN SAVER "TOYOTA" (Windows)
- CAR SCREEN SAVER "HONDA" (Windows)
- タッチおじさんロボット (Windows)

### デジキューブ
- プロ野球シミュレーション ダグアウト'99 (PlayStation)
- プロ野球シミュレーション ダグアウトWIN (Windows)
- プロ野球シミュレーション ダグアウト'03 -the TURNING POINT- (PlayStation 2)
- アメリカ横断ウルトラクイズ (PlayStation 2)
「Playstation Awards 2002」の人気投票では、他の部門では圏外ながら、ユーザー部門では5位という、クイズゲームとしては快挙を達成。
- アメリカ横断ウルトラクイズ（携帯アプリ）
- パネルクイズ アタック25 (PlayStation 2)
- めざましテレビ〜10th Anniversary〜きょうのわんこ (PlayStation 2)
- イースI・II エターナルストーリー (PlayStation 2)
- 魁!!クロマティ高校 (PlayStation 2)
- 栄冠は君に2002〜甲子園の鼓動〜 (PlayStation 2)
- 兎 －野生の闘牌－ (PlayStation 2)
- 兎 －野性の闘牌－ THE ARCADE (PlayStation 2)
- 蒼天龍 ジ・アーケード (PlayStation 2)
- チョコレート♪キッス (PlayStation)
ゲーム中の歌唱楽曲はLaLa♪Luが担当。登場する9人の女性の音声もLaLa♪Luが担当。
- PostPetTypeLand 打モモ (Windows/Macintosh)
石井竜也、伊藤裕子、久保恵子、仲根かすみのプレイデータが公式サイトで配布された。
大ヒットしたPostPetTypeLand 打モモは、後にSONYのパソコンVAIOにバンドルされた。
- PostPetTypeLand 打モモ 特別完全限定版 (Windows/Macintosh)
- PostPetTypeLand2 打モモも (Windows/Macintosh)
鈴木繭菓、はしのえみ、平山あや、綾瀬はるかのプレイデータが公式サイトで配布された。
- デジモンタイピング (Windows/Macintosh)
- 競馬ファン (Windows)
- ファイナルファンタジーVIII デスクトップアクセサリーズ (Windows)
- サクラ大戦3 〜巴里は燃えているか〜 デスクトップアクセサリーズ (Windows)
- マリー・エリー・リリーのアトリエ デスクトップアクセサリーズ (Windows)
- パラッパラッパー2 デスクトップアクセサリーズ (Windows)
- テイルズ オブ エターニア デスクトップアクセサリーズ (Windows)
- ウルティマ ジェネレーション 〜ロード トゥ アバタール〜（トレーディングカード）
- マリー・エリー・リリーのアトリエ アトリエカードゲーム（トレーディングカード）
- トヨタ i-grandprix（インターネット博覧会）

### テレビ東京ブロードバンド
- 公式携帯サイト プロ野球サテライト
- 公式携帯サイト 新日本フィルハーモニー交響楽団
- 公式携帯サイト ヤングマガジン
- 公式携帯サイト UIPモバイルシネマ

### ジグノシステムジャパン・ユナイテッドワールドミュージック
- 着信ボイス : 江頭2:50、どきどきキャンプ、エスパー伊東、オードリー、X-GUN、ダンディ坂野、ゴー☆ジャス、ハマカーン、つぶやきシロー、BOOMER、デンジャラス、アダモちゃん(島崎俊郎)、流れ星、ビーグル38、ヒカリゴケ、ハライチ、フォーリンラブ、BBゴロー、ユリオカ超特Q、すっぽん大学、須藤元気、本村健太郎、イワイガワ、田代まさし、せんだみつお、マシンガンズ、インスタントジョンソン、石田純一、杉本彩、ウォード・セクストン、いとうあさこ、神奈月、武藤敬司、植松晃士、レニー・ハート、井上公造、駒井千佳子、今泉、Wコロン、小林アナ、あいださくら、W∞アンナ
- LIVE電子書籍 : 加藤和樹、merry
- 公式携帯サイト LOVEハッピー宣言(ゲッターズ飯田流 五星三心占い)
- 監獄ポップ / マーシー★ポルシェ (音楽CD : 田代まさし & 掟ポルシェ)
田代まさしの着ボイスがダウンロードランキング10位以内に入った場合にCDリリースするという企画で実現した。
- エスパー伊東の高能力開発 vol.1+:高速真っ黒白 (iPhone)[15]
当初のタイトルは「エスパー伊東の高能力開発 vol.1:高速真っ黒」だったが、バージョンアップで「真っ白モード」が追加されアプリ名が変更された。
- 江頭2:50の オレが時計だ (iPhone)[16]
YAHOO!トップニュースに取り上げられた。[17]
iTunesAppStore有料アプリで総合で1位を獲得した。[18]
- やきゅーぶ！ (mixi)
- 江頭2:50の オレが時計だ 〜ほぼ実寸大？！〜 (iPad)[19]
- ブーアの森 (iPad)[20]
絵 忌野清志郎、文 せがわきりの絵本の電子版
- ブーアの森 (iPhone)[21]
- 永井博イラストカレンダー2012 (iPhone)[22]
- 永井博イラスト集 (iPhone)[23]
- 川島海荷着信音 (iPhone)[24]
- ゴー☆ジャスの 地球丸ごとレボリューション(iPhone)[25]
- 東京ヤクルトスワローズ時計 (iPhone)[26]
テレビ朝日「雑学王」(2011.06.13 OA)にクイズとして取り上げられ、本人も番組に登場した。[27]
- 江頭2:50の オレが時計だ LIVE (for GREE) (Android)
- 江頭2:50の オレが時計だ LITE (for GREE)<無料版> (Android)
iTunesAppStoreエンターテインメント無料アプリで1位を獲得した。
- エスパー伊東の高能力開発 vol.1+:高速真っ黒白 (Gゲー) (Android)
- ゴー☆ジャスの 地球丸ごとレボリューション (Gゲー) (Android)
- 東京ヤクルトスワローズ背番号時計 (Android)
- 江頭2:50の オレが時計だ LITE (for GREE)<無料版> (iPhone)
- 千葉ロッテマリーンズ時計 (iPhone)[28]
- 千葉ロッテマリーンズ時計 (Android)
- 江頭2:50の 大人のあいうえお 〜二匹目のドジョウ〜 (iPhone)[29]
- 江頭2:50の 大人のあいうえお 〜二匹目のドジョウ〜 (Windows Phone)[30]
- ドリキティ クロック (iPhone)[31]
- ドリキティ クロック (Android)
DREAMS COME TRUEとキティちゃんのコラボを記念して制作された。
- 東京タワー写真集～風流韻事～ (iPhone)[32]
- 江頭2:50の オレが着信音 壁紙付 〜三度目の正直〜 (iPhone)[33]
- 江頭2:50の 大人のあいうえお 〜二匹目のドジョウ〜 (Android)
- うっかりペネロペ ペネロペと123 (iPhone)[34]
- もりだくSun Music (iPhone)[35]
カンニング竹山、小島よしお、鳥居みゆき、髭男爵、ダンディー坂野、ヒロシ、ゴー☆ジャス、カジ、エルシャラカーニ、かもめんたる、ぽ〜くちょっぷ、TAIZO、あんぺあ、牙一族、こにわ、小林アナ、三拍子、スギちゃん、テル、飛石連休、鳥居孝行、プリマ・リエ、マリア、ラブシングル中田、ローリングいなだ、ロックンロールコメディーショー、ロリィタ族、わらふぢなるおの一発ギャグや、ワンフレーズ等のサウンドボイスが楽しめる。
- うまい棒をつくろう！ (iPhone)[36]
iTunesAppStore無料アプリ総合で1位を獲得した。[37]
- 東京ヤクルトスワローズ時計2012 (iPhone)
- 東京ヤクルトスワローズ時計2012 (Android)[38]
- V打！ ホークスフリック打線！ (iPhone)[39]
- 阪神タイガース時計2012 (iPhone)[40]
iTunesAppStoreスポーツ有料アプリで1位を獲得した。
- 阪神タイガース時計2012 (Android)
- エスパー伊東の高能力開発 高速真っ黒白<無料版> (iPhone)
- しんれい君をさがせ(テレビ東京 ピラメキーノ) (iPhone)
iTunesAppStoreエンターテインメント無料アプリで1位を獲得した。
- しんれい君をさがせ(テレビ東京 ピラメキーノ) (Android)
- 千葉ロッテマリーンズ時計2012 (iPhone)[41]
iTunesAppStoreスポーツ有料アプリで1位を獲得した。
- 千葉ロッテマリーンズ時計2012 (Android)
- 埼玉西武ライオンズ時計2012 (iPhone)[42]
iTunesAppStoreスポーツ有料アプリで1位を獲得した。
- 埼玉西武ライオンズ時計2012 (Android)
- 子宮頸がん予防啓発プロジェクト Hellosmile 壁紙アプリ (iPhone)[43]
- うまい棒をつくろう！ (Android)[44]
Google Playゲーム(カジュアル)アプリで1位を獲得した。
- 栗原類ですいません 〜ネガティブあいうえお〜 (iPhone)[45]
- 江頭2:50の 42.195 km 〜流石の俺も四苦八苦〜 (iPhone)[46]
- 腹黒チェッカー (iPhone)[47]
iTunesAppStoreエンターテインメント無料アプリで1位を獲得した。
- Hi-Hiの パスタ巻いてる場合じゃないっ！！ (iPhone)[48]
- 今日の一句…のようなもの(監修 手島いさむ)(iPhone)[49]
- ちっちゃいおっさんボイス (iPhone)[50]
- チュッパチャプスをつくっちゃお！ (Android)[51]
- チュッパチャプスをつくっちゃお！ (iPhone)[52]
- チロルチョコをつくろう！ (iPhone)[53]

### エムジェイガレイジ
- うまい棒JUMP！ (iPhone)[54]
- うまい棒をたべよう！ (iPhone)[55]
- 江頭★アラーム 〜時は金なり！〜 (iPhone)[56]
- 江頭にょきにょき (iPhone)[57]
- ViViDe Poker (iPhone)[58]
- ラブ☆パズル (Android)[59]
杉原杏璃、佐山彩香、谷桃子、山口沙紀、南結衣が登場するパズルゲーム。
- ジャマカム！ 〜江頭ジャマだカメラ〜 (iPhone)[60]
iTunesAppStore無料アプリ総合で1位を獲得した。[61]
- ちっちゃいおっさん ぴょんぴょん (iPhone)[62]
- うまい棒をたべよう！ (Android)[63]
- イジリー岡田ハザード (iPhone)[64]
- くまもと名物をつくるんだモン！ (iPhone)[65]
- ジャマカム！ 〜イジリー岡田ジャマだカメラ〜 (iPhone)[66]
- ジャマカム！ 〜ちっちゃいおっさんジャマだカメラ〜 (iPhone)[67]
- うまい棒と駄菓子屋さん (iPhone)[68]
iTunesAppStoreエンターテインメント無料アプリで1位を獲得した。
- オリックス・バファローズ にょきにょき (iPhone)[69]
- オリックス・バファローズ アラーム (iPhone)[70]
iTunesAppStoreスポーツ無料アプリで1位を獲得した。
- 江頭2:50だから"エガチャ" 〜オマエの携帯をオレ色に染めるぜ！！〜 (iPhone)[71]
iTunesAppStoreユーティリティ無料アプリで1位を獲得した。
- オリックス・バファローズ カメラ 〜君もプロ野球カードになろう！〜 (iPhone)[72]
- エスパー伊東の成長日誌 −無料の放置育成ゲーム− (iPhone)
- 阪神タイガース にょきにょき (iPhone)[73]
iTunesAppStoreスポーツ無料アプリで1位を獲得した。
フジテレビ「めざましテレビ」(2014.07.17 OA)の「ツイラン」ランキングで4位となり、番組内で紹介された。[74]
- 阪神タイガース ガチャ (iPhone)[75]
iTunesAppStoreスポーツ無料アプリで1位を獲得した。
- オリックス・バファローズ ガチャ (iPhone)[76]
iTunesAppStoreスポーツ無料アプリで1位を獲得した。
- エンジェルマスター にょきにょき (iPhone)[77]
- 江頭ぴょんぴょん (iPhone)[78]
- DDTにょきにょき (iPhone)[79]
iTunesAppStoreスポーツ無料アプリで1位を獲得した。
- DDTカメラ 〜君もプロレスカードになろう！〜 (iPhone)[80]
iTunesAppStoreスポーツ無料アプリで1位を獲得した。
- ViViDe Poker 2 (iPhone)[81]
- 長戸勇人のクイズ道場 (iPhone)[82]
- ノッポンにょきにょき 〜東京タワー壁紙付〜 (iPhone)[83]
- 鬼飛江頭 〜江頭が鬼とび?!〜 (iPhone)[84]
- 鬼蹴江頭 〜江頭が鬼蹴り?!〜 (iPhone)[85]
- 鬼飛江頭 〜江頭が鬼とび?!〜 (Android)
- 鬼蹴江頭 〜江頭が鬼蹴り?!〜 (Android)
- メイデンクラフトにょきにょき (iPhone)[86]
- オリックス・バファローズ にょきにょき 2015 (iPhone)[87]
- うまい棒カットイン (Android)[88]
- オリックス・バファローズ アラーム 2015 (iPhone)[89]
- 江頭うじゃうじゃ 〜江頭2:50に本侵略計画の巻〜 (iPhone)[90]
iTunesAppStoreエンターテインメント無料アプリで1位を獲得した。
フジテレビ「ノンストップ！」(2015.07.23 OA)番組内で紹介された。[91]
- サンリオピューロランドにキセカエる？！ (iPhone)[92]
iTunesAppStoreユーティリティ無料アプリで1位を獲得した。
- めんトリにょきにょき (iPhone)[93]
- サンリオピューロランドにょっきにょき (iPhone)[94]
- 歌舞伎美人検定 〜目指せ千両役者〜 (iPhone)
- 貝社員のウンザリ上司に貝心の一撃 (iPhone)[95]
- うまい棒をあつめよう！ (iPhone)[96]
- うまい棒じゃらじゃら 77.7 (iPhone)[97]
- うまい棒じゃらじゃら 77.7 (Android)[98]
- 江頭じゃらじゃら (iPhone)[99]
- 江頭じゃらじゃら (Android)
- うまい棒 スタンプ味！ (LINEスタンプ)[100]
- うまい棒 めんたい味！ (LINE着せかえ)[101]
- うまい棒 チーズ味！ (LINE着せかえ)[102]
- うまい棒 コーンポタージュ味！ (LINE着せかえ)[103]
- かっこよくハンコを押したい人用スタンプ (LINEスタンプ)
- 欲しがり屋さんのための欲しがりステッカー！ (iMessage)
- かっこよくハンコを押したい人用ステッカー (iMessage)
- うまい棒ステッカー味！ (iMessage)
- 偉い人になった気分でポン！とつく判子 (iMessage)
iTunesAppStore iMessage有料ステッカーで1位を獲得した。
iTunesAppStore iMessageステッカーセールスで1位を獲得した。
- トランプを愛する人に捧げるステッカー！ (iMessage)
- クイズを愛する人に捧げるステッカー！ (iMessage)
- トランプを愛する人に捧げるステッカー！ English Ver. (iMessage)
- 偉い人になった気分でポン！とつく判子 English Ver.  (iMessage)
- クイズを愛する人に捧げるスタンプ！ (LINEスタンプ)
- 欲しがり屋さんのための欲しがりスタンプ！ (LINEスタンプ)
- トランプを愛する人に捧げるスタンプ！ (LINEスタンプ)
- ▶動くぞ！上司気分でハンコ！ (iMessage)
- ▶動くぞ！うまい棒ステッカー味！ (iMessage)
- 実用的な付箋(ふせん)ステッカー (iMessage)
- アメリけんドッグ パクッとワンだふる！！ (iPhone)[104]
- アメリけんドッグ パクッとワンだふる！！ (Android)
- ▶動くぞ！うまい棒スタンプ味！ (LINEスタンプ)
- ▶動くぞ！ぞうさんのステッカーだゾウ！ (iMessage)
- ▶動くぞ！ぞうさんのスタンプだゾウ！ (LINEスタンプ)
- MaBeee-レーシング (iPhone)[105]
- MaBeee-レーシング (Android)
- ぞうさんのクイズランド -SUPER QUIZ GAME LIPS5- (iPhone)[106]
- ぞうさんのクイズランド -SUPER QUIZ GAME LIPS5- (Android)
- イタズラなKiss THE MOVIE フォトガチャ (iPhone)
- イタズラなKiss THE MOVIE フォトガチャ (Android)

### モノゴコロ
- バーチャルYouTuber 人間と永遠(ひとととわ) (システム開発)
- 知識検定 公式アプリ (iPhone)
- 知識検定 公式アプリ (Android)
- ポケモンセンターシブヤ ロトミ (システム開発)[107]

### 繁盛親方(日本建築塗装職人の会 / 青木経営)
- 塗装店向けクラウド型業務効率化ソフト 繁盛親方

## その他
- 富士通パソコンシステムズ時代の作品で、起動時にブランド名である「M.J.PARTY」が表示される際のサウンドロゴは野沢雅子が務めている。
- 自身がゲーム版を手掛けた「全国高等学校クイズ選手権」に1度、同じく「アメリカ横断ウルトラクイズ」には4度参加歴がある。いずれも一次予選敗退。1998年に開催された"今世紀最後"「ウルトラクイズ」では、あと1,2問で通過というところまで残ったが、デジキューブ入社直後で会社が不安になった途端に間違えてしまったという。
- ユナイテッドワールドミュージックでは、お笑い芸人をはじめ、芸能人と仕事をすることが多く、自身のブログに芸能人が登場することがある。
- スマートフォン用アプリ「うまい棒をつくろう！」は、150万ダウンロード(iPhone版95.2万ダウンロード、Android版54.9万ダウンロード)を突破し、大ヒットとなった。[108]
- 雑誌に取り上げられたこともあるほどのadidas好きである。
- 趣味が、野球、ボウリング、フライボード、LIVE、音楽、映画等で、その様子も度々、自身のブログに掲載される。